# Anne Ramsey
Anne Mobley (ur. 1 września 1929 w Omaha, zm. 11 sierpnia 1988 w Los Angeles) – amerykańska aktorka o charakterystycznej twarzy. Nominowana w 1988 roku do Oscara za rolę drugoplanową w filmie Wyrzuć mamę z pociągu.